# Abarth 500
Abarth 500 — серия городских автомобилей на базе Fiat 500, выпускаемых итальянским автопроизводителем Fiat Automobiles под брендом Abarth с 2008 года.

## Описание
Abarth 500 является ретростилизованным автомобилем, идентичным Fiat Nuova 500. Впервые модель была представлена в марте 2008 года на Женевском автосалоне.
Все версии Abarth 500 оснащены 1,4-литровым бензиновым двигателем с турбонаддувом и интеркулером мощностью 135 л. с. при 5500 об/мин и крутящим моментом 180 Н·м при 3000 об/мин. В 2016 году автомобиль прошёл рестайлинг.
Abarth 500 выпускается в комплектациях Basic, Turismo, Pista, Competizione и Essesse. С июня 2010 года также выпускается кабриолет Abarth 500c.

## Модификации

### Abarth 595
- Abarth 595 Custom[13]
- Abarth 595 Trofeo Edition (для британского рынка)[14]
- Abarth 595 Turismo
- Abarth 595 Competizione[15]
- Kit Abarth Elaborazione 595
- Abarth 595 50º Anniversario
- Abarth 595 Yamaha Factory Racing
- Abarth 695 70º Anniversario
- Abarth 595 Esseesse
- Abarth 595 Scorpioneoro
- Abarth 595 Pista
- Abarth 595 Monster Energy Yamaha
- Abarth 695 Biposto
- Abarth 695 Rivale

### Abarth 695
- Abarth 695 Tributo Ferrari
- Abarth 695 Edizione Maserati[16]
- Abarth 695 Fuoriserie[17]
- Kit Abarth 695 Brembo Koni[18]
- Abarth 695 Biposto[19][20][21][22]
- Abarth 695 Biposto Yamaha Factory Racing[23]
- Abarth 695 Biposto Record[24]
- Abarth 695 Rivale
- Abarth 695 70º Anniversario[25]

### Гоночные автомобили
- Abarth 500 Assetto Corse[26][27]
- Abarth 695 Assetto Corse
- Abarth 695 Assetto Corse Evolution
- Abarth 695 Assetto Corse Endurance[28][29]
- Abarth 500 Rally R3T
- Abarth 695 biposto R

### Мелкосерийные модели
- Abarth 500 Opening Edition[30][31]
- Abarth 500 Zerecento[32]
- Abarth 500 Cabrio Italia[33][34]
- Abarth 500 Track Package
- Abarth 500 Bi-Colore Edition[35]

### Концепт-кары
- Abarth 695 Competizione[36]
- Abarth 500 Assetto Corse Stradale

## Галерея
- Цифровая приборная панель
- Интерьер
- Устройство переключения передач
- Передние сиденья со встроенными подголовниками
- Моторный отсек
- Abarth 695 Rivale
- Колонна из автомобилей
- Abarth 500 Assetto Corse
- Abarth 695 Assetto Corse Evoluzione
- Abarth Rally R3T
- Abarth 595C Competizione
- Выхлопные трубы
- Abarth Elaborazione 595
- Abarth 595 Turismo
- Abarth 595 Competizione
- Abarth 595 50º Anniversario
- Abarth 695 Tributo Ferrari
- Abarth 695 Record
- Abarth 695 Scorpione
- Abarth 695 Fuoriserie